# Campo vettoriale conservativo
Nel calcolo vettoriale, un campo vettoriale conservativo è un campo vettoriale caratterizzato dall'essere il gradiente di una funzione, che prende il nome di potenziale scalare. Un campo irrotazionale è un campo che ha rotore nullo. Un campo conservativo è sempre irrotazionale (non è sempre vero il viceversa).

## Definizione
Un campo vettoriale {\displaystyle V} si dice conservativo se esiste un campo scalare {\displaystyle U} tale che:
{\displaystyle \mathbf {V} =\nabla U}
dove {\displaystyle \nabla } è l'operatore nabla. Se {\displaystyle U} esiste, è detto potenziale scalare per il campo {\displaystyle V}. Il teorema di scomposizione di Helmholtz afferma che ogni campo vettoriale può essere espresso come la somma di un campo vettoriale conservativo e un campo vettoriale solenoidale.
Nel caso di un sistema di riferimento cartesiano {\displaystyle \mathbf {V} :A\subset \mathbb {R} ^{3}\rightarrow \mathbb {R} ^{3}}, {\displaystyle U:A\rightarrow \mathbb {R} } e la scrittura per esteso del campo è:
{\displaystyle V_{x}(x,y,z)={\frac {\partial U}{\partial x}}(x,y,z)\qquad V_{y}(x,y,z)={\frac {\partial U}{\partial y}}(x,y,z)\qquad V_{z}(x,y,z)={\frac {\partial U}{\partial z}}(x,y,z)}
dove {\displaystyle U} viene detto potenziale scalare di {\displaystyle \mathbf {V} }. Tale potenziale è determinato a meno di una costante additiva: se ad {\displaystyle U} si aggiunge una costante le sue derivate parziali non cambiano, quindi queste uguaglianze rimangono soddisfatte.
In generale, un campo vettoriale non ammette sempre un potenziale scalare. Condizione necessaria perché un campo sia conservativo è che siano soddisfatte le uguaglianze:
{\displaystyle {\frac {\partial V_{x}}{\partial y}}(x,y,z)={\frac {\partial V_{y}}{\partial x}}(x,y,z)\qquad {\frac {\partial V_{y}}{\partial z}}(x,y,z)={\frac {\partial V_{z}}{\partial y}}(x,y,z)\qquad {\frac {\partial V_{z}}{\partial x}}(x,y,z)={\frac {\partial V_{x}}{\partial z}}(x,y,z)}
che, introducendo l'operatore rotore, si possono scrivere in forma compatta come:
{\displaystyle \nabla \times \mathbf {V} =0}
Infatti, se esiste un potenziale {\displaystyle U}, le derivate parziali di {\displaystyle \mathbf {V} } coincidono con le derivate parziali seconde di {\displaystyle U}:
{\displaystyle {\frac {\partial V_{i}}{\partial j}}(x,y,z)={\frac {\partial ^{2}U}{\partial i\,\partial j}}(x,y,z)\qquad i,j=x,y,z}
e le derivate parziali seconde non dipendono dall'ordine di derivazione se vale il teorema di Schwarz.
In generale, un campo vettoriale conservativo è una 1-forma esatta, ovvero è uguale alla derivata esterna di una qualche 0-forma (un campo scalare) {\displaystyle \phi }. Un campo vettoriale irrotazionale è una 1-forma chiusa. Dal fatto che ogni forma esatta è anche chiusa, in quanto {\displaystyle d^{2}=0}, segue che un campo vettoriale conservativo è necessariamente irrotazionale, cioè ha la proprietà di compiere un lavoro indipendente dal cammino (ma non è valido il viceversa, poiché un campo non è necessariamente conservativo se il suo rotore è nullo). Inoltre, il dominio è semplicemente connesso se e solo se il suo primo gruppo di omologia ed il primo gruppo di coomologia di De Rham {\displaystyle H_{\mathrm {dR} }^{1}} è 0 se e solo se tutte le 1-forme chiuse sono esatte.

### Forma integrale
Le condizioni per la conservatività di un campo vettoriale date in precedenza possono essere scritte in forma integrale. Condizione necessaria e sufficiente perché un campo vettoriale {\displaystyle \mathbf {F} } sia conservativo è che l'integrale curvilineo lungo qualsiasi linea chiusa {\displaystyle l} sia nullo:
{\displaystyle \oint _{l}\mathbf {F} \cdot \mathrm {d} \mathbf {s} =0}
il che equivale a dire che l'integrale curvilineo non dipende dal cammino di integrazione, ma solo dai punti di partenza e di arrivo. Questa formulazione consente di calcolare esplicitamente la differenza del valore del potenziale del campo in due punti A e B:
{\displaystyle \int _{A}^{B}\mathbf {F} \cdot \mathrm {d} \mathbf {s} =U(B)-U(A)=\int _{A}^{B}\nabla U\cdot \mathrm {d} \mathbf {s} }
Conoscendo quindi un punto dello spazio il cui potenziale è noto (ad esempio, è nullo), questa formula consente di valutare il potenziale di un campo conservativo in qualsiasi altra posizione.
Inoltre vale il seguente risultato: dato {\displaystyle \mathbf {F} } un campo definito e continuo in un aperto {\displaystyle \Omega \subseteq \mathbb {R} ^{n}}, le seguenti affermazioni sono equivalenti:
1. {\displaystyle \mathbf {F} } è conservativo;
2. dati comunque due archi {\displaystyle \gamma } e {\displaystyle \delta } regolari (a tratti) con sostegno contenuto in {\displaystyle \Omega }, aventi estremi coincidenti, risulta {\displaystyle \int _{\gamma }\mathbf {F} \cdot \mathbf {\tau } =\int _{\delta }\mathbf {F} \cdot \mathbf {\tau } ;}
3. per ogni arco chiuso {\displaystyle \gamma } regolare (a tratti) e con sostegno contenuto in {\displaystyle \Omega }, risulta {\displaystyle \oint _{\gamma }\mathbf {F} \cdot \tau =0.}

## Forza conservativa
Si consideri il moto di un oggetto soggetto ad una forza, che può essere rappresentata nello spazio con un campo vettoriale. Il lavoro compiuto dalla forza sull'oggetto è definito come l'integrale curvilineo (rispetto alla posizione) della forza (cioè del campo vettoriale) lungo il percorso compiuto nello spazio. Condizione necessaria e sufficiente affinché la forza sia conservativa è che il lavoro compiuto durante un certo tragitto non dipenda dal particolare cammino percorso, ma solo dalla posizione dei punti di partenza e di arrivo. In tal caso, il potenziale della forza in un punto è proporzionale all'energia potenziale posseduta dall'oggetto in quel punto a causa della presenza della forza. Una forza conservativa è quindi una funzione che dipende soltanto dalla posizione, ed un modo equivalente per stabilirne la conservatività è osservare che il lavoro compiuto da essa lungo una qualsiasi traiettoria chiusa è nullo.

## Esempi

### Campo costante
Un campo costante ha l'espressione:
{\displaystyle \mathbf {F} (\mathbf {r} )=\mathbf {F} =F\mathbf {u} }
dove {\displaystyle \mathbf {u} } è un versore, ossia un vettore di norma unitaria. Per semplicità si assume che {\displaystyle \mathbf {u} } sia diretto lungo l'asse z (il che si può sempre ottenere con un'opportuna rotazione di coordinate).
Un tale campo è sempre conservativo, in quanto ammette un potenziale della forma:
{\displaystyle U(\mathbf {r} )=Fz}

### Campo centrale
Un campo centrale radiale ha l'espressione:
{\displaystyle \mathbf {F} (\mathbf {r} )=f(|\mathbf {r} |){\hat {\mathbf {r} }}\qquad }
dove {\displaystyle {\hat {\mathbf {r} }}} è il versore nella direzione di {\displaystyle \mathbf {r} }.
Se {\displaystyle f} è ben definita, e non ha patologie che ne precludono l'integrabilità, allora il campo è conservativo in quanto ammette un potenziale della forma:
{\displaystyle U(|\mathbf {r} |)=\int f(r)\,\mathrm {d} r}
In fisica, ad esempio in elettrostatica, si introduce spesso il concetto di potenziale definendolo come il lavoro speso per portare un corpo immerso in un campo di forze conservative da un punto molto lontano (infinito) a un punto {\displaystyle \mathbf {r} } dello spazio:
{\displaystyle U(|\mathbf {r} |)=-\int _{\infty }^{r}f(r')\,\mathrm {d} r'}
La comodità di questa definizione è che automaticamente il potenziale si annulla all'infinito.
Il campo gravitazionale di una massa puntiforme e il campo elettrostatico di una carica puntiforme sono due esempi di campi centrali, e quindi sono sempre conservativi.